# Gamila El Alaily
Gamila El Alaily o Jamila El Alaily (en árabe: جميلة العلايلي‎; Mansura, Egipto, 20 de marzo de 1907 - 11 de abril de 1991) fue una poeta y ensayista egipcia.
Como la primera integrante mujer de la sociedad poética del periódico Apolo, previamente formada solo por varones, fue una pionera en el ámbito literario egipcio, además de una vanguardista influyente. Publicaba regularmente en este medio y dejó tres volúmenes de su poesía durante su paso por los círculos literarios. Creó una revista mensual autopublicada, Metas Literarias, en la que escribió durante veinte años. Debido a que los temas de su obra giraban en torno a sus emociones, fue llamada la «poeta de la consciencia». Entre sus influencias se cuenta la poeta May Ziade, gracias a la cual decidió mudarse a El Cairo para proseguir su carrera literaria. También recibió inspiración de la líder feminista Huda Sha'arawi.
En marzo de 2019, Alaily apareció en un doodle de Google que celebraba su cumpleaños número 112; se lo pudo ver en Marruecos, Libia, Egipto, Argelia, Arabia Saudí, Líbano, Jordania, Omán, los Emiratos Árabes Unidos e Irak. Sobre esto, la empresa comentó: «En este aspecto, además de su prolífica producción poética, abrió nuevos caminos para las mujeres en el mundo árabe e inspiró a las generaciones de escritoras por venir».

## Obra
- El eco de mis sueños (1936)[3]
- Pulso de poeta[5]
- El eco de mi fe (1976)[6]